# Tuborg

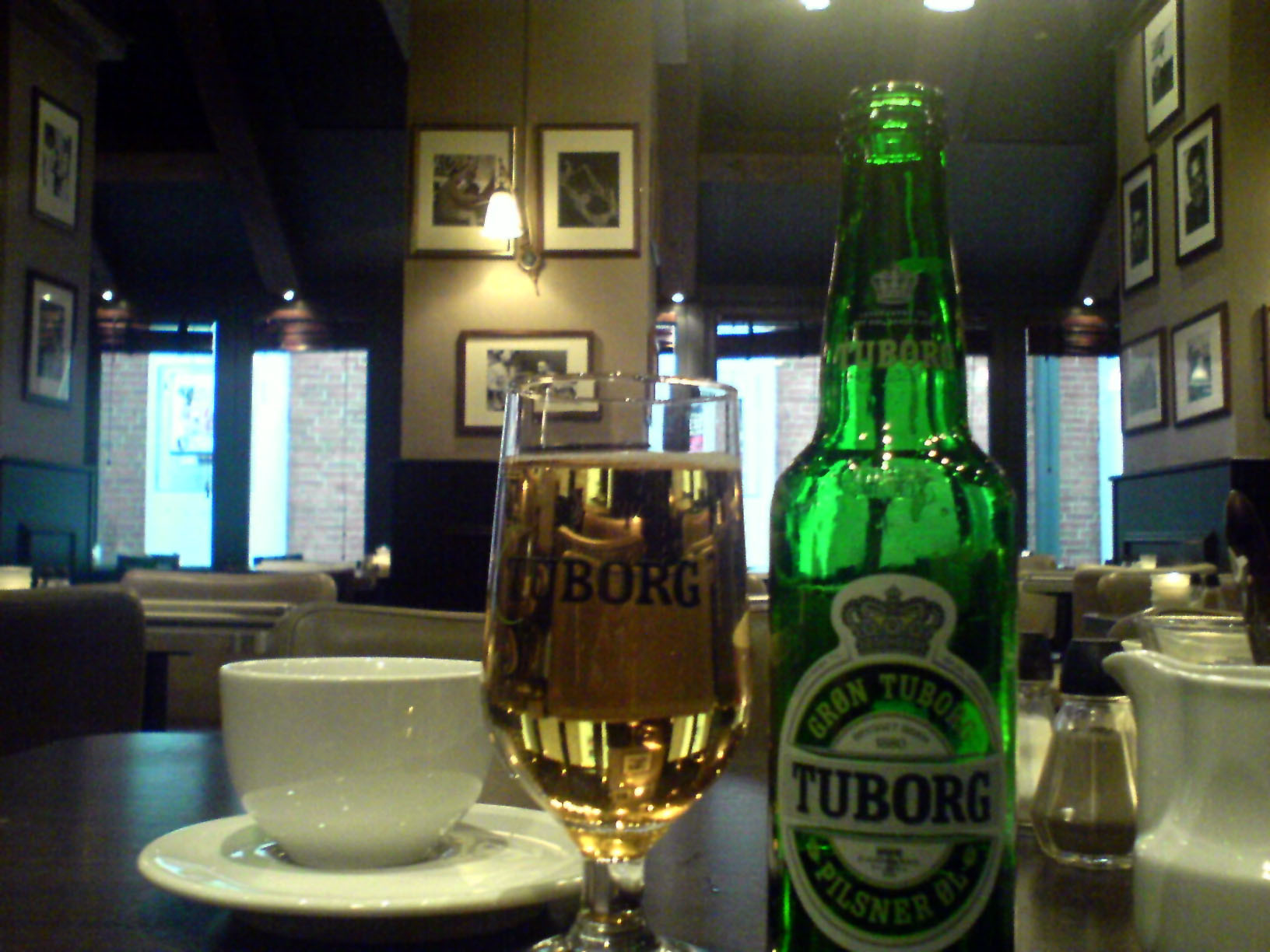
Tuborgflaska och ölglas med Tuborg-logotyp

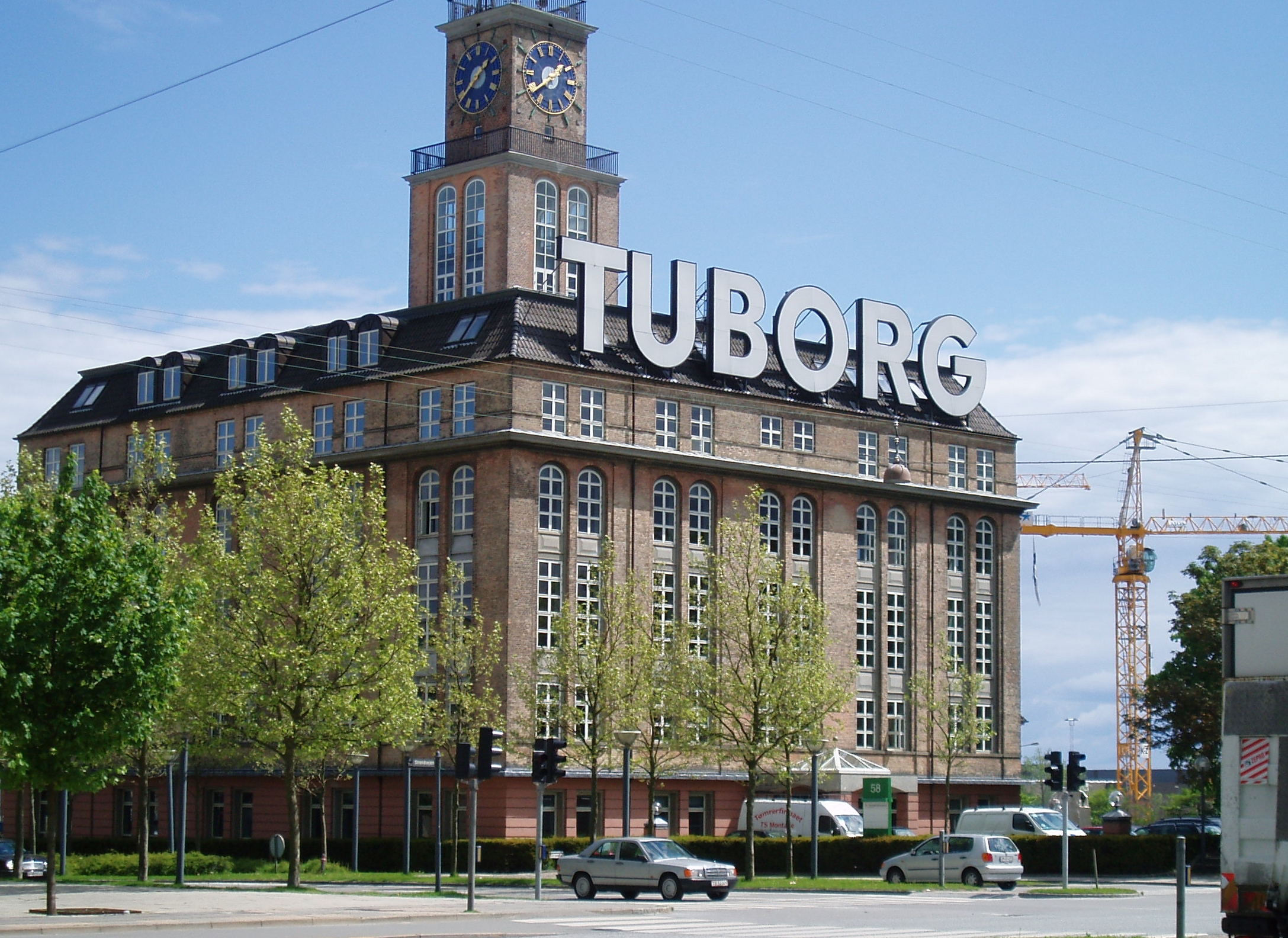
Tuborgs tidigare mineralvattenfabrik, en av fem återstående byggnader vid det tidigare Tuborgbryggeriet i Hellerup

Tuborg är ett ölmärke från Danmark. Tuborg grundades 1873 och ingår sedan 1970 i Carlsberggruppen.

## Historia
Tuborg grundades som A/S Tuborgs Fabriker 13 maj 1873 på initiativ av Philip W. Heyman och en grupp affärsmän. Namnet Tuborg kommer av hamnområdet Tuborg Havn, som ligger i Hellerup norr om Köpenhamn. Tanken var att skapa ett exportbryggeri. De första ölsorterna kom ut på marknaden den 13 juli 1875, bland annat bayerölet Lagerøl (med smeknamnet "Tuborger" och från 1932 känt som Rød Tuborg). 1880 följde den första danska pilsnern, Grøn Tuborg. Tuborgflasken är ett utsiktstorn från 1888 i Hellerup. Tornet uppfördes ursprungligen i centrala Köpenhamn (på nuvarande Rådhuspladsen) i samband med en nordisk industri-, lantbruks- och konstutställning. Tuborgs reklam med Perikles är en välkänd reklam. Perikles var den ironiska förebilden till Storm Ps figur Perikles, som i reklam får frågan: "Du Perikles – Ka' Du sige mig - hvornaar smager en Tuborg bedst?" varpå han svarar "Hvergang". 
Under 2000-talet har varumärket Tuborg i Danmark främst[källa behövs] använts för experimentbrygder (Tuborg Classic Hvede, Tuborg Blå) och öl riktat till en yngre publik, exempelvis det smaksatta T-Beer Citrus. Tuborg är huvudsponsor för Roskildefestivalen.

## Sortiment
I Sverige säljs deras öl Tuborg Grøn (pilsner, i Danmark kallad Grøn Tuborg) och Tuborg Guld (lager) av Systembolaget. I Danmark är även sorter som Tuborg Classic (lager) och Tuborg Fine Festival (stark lager) populära.
Den tydliga skillnaden mellan Tuborg Grön (för den svenska marknaden) och Grøn Tuborg (för den inhemska danska marknaden) är alkoholhalten. Tuborg grön har en alkoholhalt på 4,2% medan Grøn Tuborg har en alkoholhalt på 4,6%. En skillnad finns även mellan Guld Tuborg och Tuborg Guld där alkohol är 5,6% respektive 5,3%.
Tuborg saluför även Tuborg Super Light, en alkoholfri variant av pilsnern Tuborg Grøn. Tuborg Super Light går än så länge inte att få tag på i Sverige. 

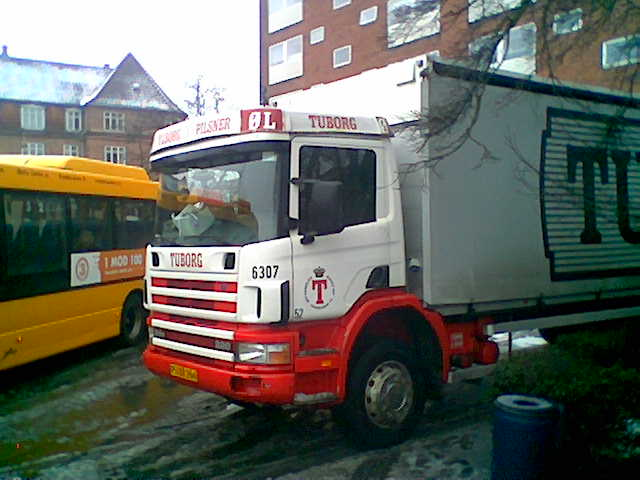
En Tuborglastbil.
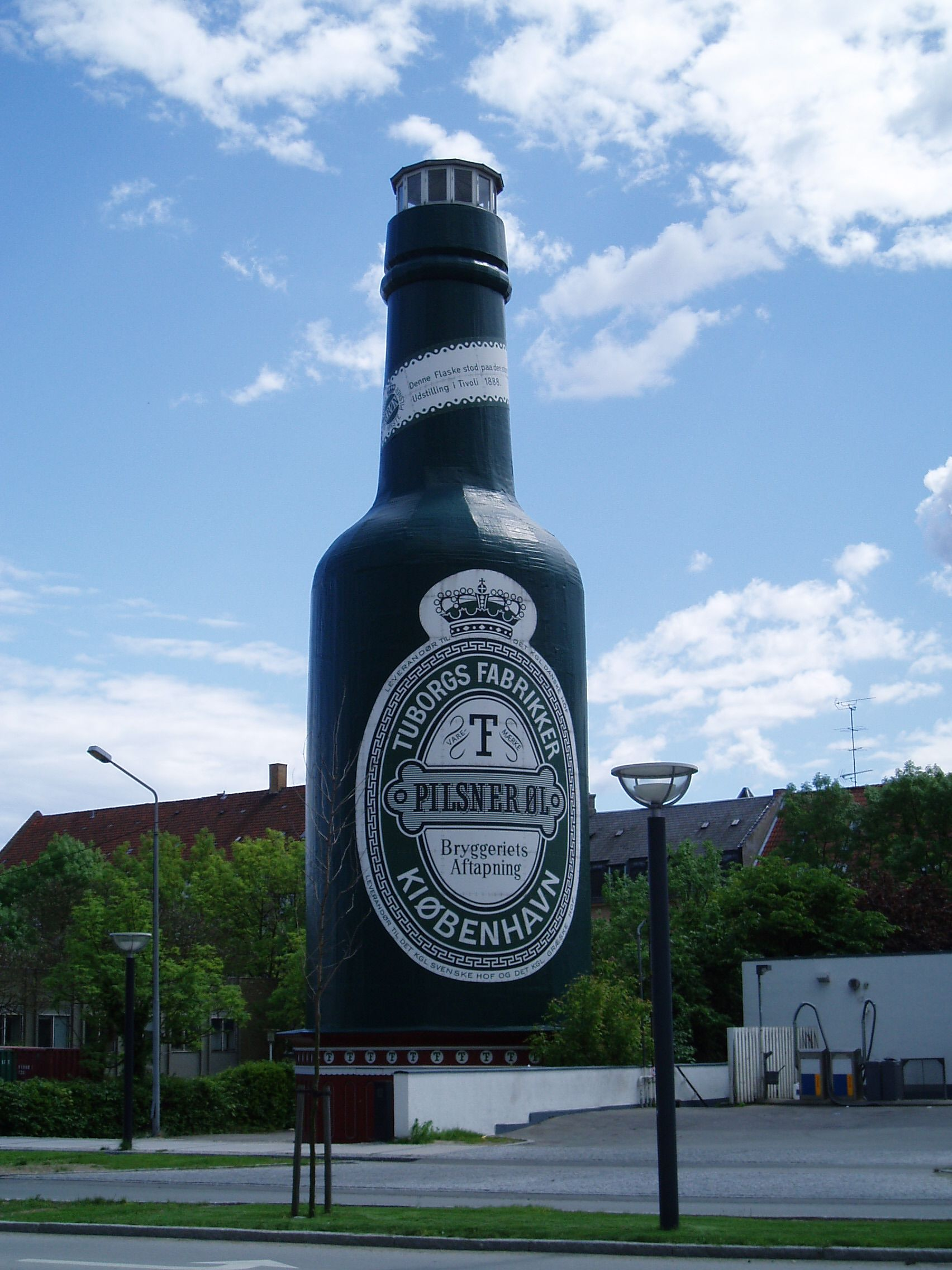
Tuborgflasken, ett utsiktstorn vid Strandvejen i Hellerup.